# Glympis subterminalis
Glympis subterminalis là một loài bướm đêm trong họ Erebidae.